# Konstantinos Livanós
Konstantinos Livanós –en griego, Κωνσταντίνος Λιβανός– (La Canea, 23 de octubre de 2000) es un deportista griego que compite en ciclismo en la modalidad de pista. Ganó una medalla de bronce en el Campeonato Europeo de Ciclismo en Pista de 2020, en la prueba de velocidad por equipos.

## Medallero internacional
| Campeonato Europeo | Campeonato Europeo | Campeonato Europeo | Campeonato Europeo    |
| Año                | Lugar              | Medalla            | Competición           |
| ------------------ | ------------------ | ------------------ | --------------------- |
| 2020               | Plovdiv (Bulgaria) | Medalla de bronce  | Velocidad por equipos |